# Diecezja Bà Rịa
Diecezja Bà Rịa (łac. Diœcesis Barianensis) – diecezja rzymskokatolicka w Wietnamie, z siedzibą w Bà Rịa. Powstała w 2005 z terenu diecezji Xuân Lộc.

## Główne świątynie
- Katedra: Katedra świętych Apostołów Filipa i Jakuba w Bà Rịa

## Lista biskupów
- Thomas Nguyễn Văn Trâm (2005–2017)
- Emmanuel Nguyễn Hồng Sơn (od 2017)